# Hannes Van Dahl
Hannes Van Dahl (nacido como Karl-Hannes Dahl en Suecia el 18 de enero de 1990) es un baterista sueco. Hace parte de la banda Sabaton desde 2013

## Vida y carrera
Van Dahl nació como Karl-Hannes Dahl, de adulto se cambió el nombre a "Hannes Van Dahl". Su interés por el rock y el metal fue despertado por uno de sus primos y su madre. Van Dahl tocaba en una banda escolar. Comenzó a tocar el bajo eléctrico cuando tenía trece años, pero se aburrió y lo cambió por la batería dos años después. Su primera banda se llamó "The Motherfuckers". Más tarde fue miembro de The Gloria Story en su primer álbum, así como en el siguiente EP que tocó. También tocó en las bandas Down Thrust y Electric Soul, pero terminó su compromiso en las tres al ingresar a Evergrey, la banda a la que se unió en 2010. Llegó a la banda después de haber sido técnico de batería para la banda Ammotrack desde los 17 años siendo recomendado por su profesor de batería Snowy Shaw a Tom Englund. 
También fue técnico de batería de Snowy Shaw cuando era miembro en vivo de Sabaton. Después de una prueba en el Abyss Studio, se convirtió en miembro oficial de la banda y los acompañó al Swedish Empire Tour. En 2014, Sabaton lanzó Heroes, el primer álbum con Van Dahl en la formación. Para el álbum participó en la composición de la canción extra Man of War. Van Dahl tiene una relación con la cantante holandesa Floor Jansen de la banda Nightwish, con la que tuvo una niña el 15 de marzo de 2017. Además de la batería, también toca la guitarra y practica skate en sus tiempos libres.